# فرید محمدی‌زاده
فرید محمدی‌زاده (زاده ۱۵ شهریور ۱۳۷۳ - قم) بازیکن فوتبال اهل ایران است. بازیکنی که بازی خود را از باشگاه راه‌آهن تهران شروع کرد.
وی سابقهٔ حضور در تیم‌های جوانان مقاومت و نفت تهران را دارد.
محمدی‌زاده در باشگاه مقاومت در ردهٔ جوانان به تیم ملی دعوت شدند و سپس به تیم امیدهای نفت تهران پیوست و از طریق آن به تیم بزرگسالان نفت تهران پیوست.
محمدی زاده مربی پیشین نونهالان استقلال تهران بوده و در حال حاضر مربی جوانان پارسیان جوان ایرانیان می باشد.